# 자천초등학교 상송분교
자천초등학교 상송분교는 대한민국 경상북도 영천시 화북면 상송리에 있었던 공립 초등학교이다.

## 학교 연혁
- 1946년 1월 2일 :  자천국민학교 상송분교 개교
- 1948년 11월 6일 : 상송국민학교 독립 개교
- 1994년 3월 1일 : 자천국민학교 상송분교장으로 편입
- 1996년 3월 1일 : 자천초등학교 상송분교
- 2007년 3월 1일 : 자천초등학교로 통폐합